# بوتسوانا در المپیک تابستانی ۲۰۲۴
کاروان المپیکی بوتسوانا، یکی از کاروان‌های شرکت‌کننده در بازی‌های المپیک تابستانی ۲۰۲۴ بود. این دوره از بازی‌ها از ۱۱ اوت تا ۲۶ ژوئیه ۲۰۲۴ (۵ تا ۲۱ مرداد ۱۴۰۳ خورشیدی) به میزبانی پاریس برگزار شد. این حضور، دوازدهمین حضور کاروانی از بوتسوانا در ادوار المپیک تابستانی بود.
کمیته ملی المپیک بوتسوانا، اوریدیتسه ماراکاکگورو را به عنوان رئیس هیأت این کاروان برگزید.
لیتسی تبوگو، نخستین مدال تاریخ بوتسوانا در بازی‌های المپیک را در دو  ۲۰۰ متر مردان کسب کرد.

## مدال‌آوران
| مدال | ورزشکار                                                 | ورزش        | ماده                        | تاریخ  |
| ---- | ------------------------------------------------------- | ----------- | --------------------------- | ------ |
| طلا  | لیتسی تبوگو                                             | دو و میدانی | ۲۰۰ متر مردان               | ۸ اوت  |
| نقره | بوسانگ کبیناتشیپی بایاپو اندوری آنتونی پسلا لیتسی تبوگو | دو و میدانی | ۴۰۰ متر امدادی ۴ نفره مردان | ۱۰ اوت |

| مدال براساس ورزش | مدال براساس ورزش | مدال براساس ورزش | مدال براساس ورزش | مدال براساس ورزش |
| ---------------- | ---------------- | ---------------- | ---------------- | ---------------- |
| ورزش             | 1                | 2                | 3                | کل               |
| دو و میدانی      | ۱                | ۱                | ۰                | ۲                |
| کل               | ۱                | ۱                | ۰                | ۲                |

| مدال براساس جنسیت | مدال براساس جنسیت | مدال براساس جنسیت | مدال براساس جنسیت | مدال براساس جنسیت |
| ----------------- | ----------------- | ----------------- | ----------------- | ----------------- |
| جنسیت             | 1                 | 2                 | 3                 | کل                |
| مردان             | ۱                 | ۱                 | ۰                 | ۲                 |
| زنان              | ۰                 | ۰                 | ۰                 | ۰                 |
| مختلط             | ۰                 | ۰                 | ۰                 | ۰                 |
| کل                | ۱                 | ۱                 | ۰                 | ۲                 |

| مدال براساس تاریخ | مدال براساس تاریخ | مدال براساس تاریخ | مدال براساس تاریخ | مدال براساس تاریخ | مدال براساس تاریخ |
| ----------------- | ----------------- | ----------------- | ----------------- | ----------------- | ----------------- |
| تاریخ             | 1                 | 2                 | 3                 | کل                |                   |
| ۸ اوت             | ۱                 | ۰                 | ۰                 | ۱                 |                   |
| ۱۰ اوت            | ۰                 | ۱                 | ۰                 | ۱                 |                   |
| کل                | ۱                 | ۱                 | ۰                 | ۲                 |                   |

## شرکت‌کنندگان
ورزشکاران بوتسوانا در دو رشته زیر شرکت داشتند.
| ورزش        | مردان | زنان | کل |
| ----------- | ----- | ---- | -- |
| دو و میدانی | ۹     | ۱    | ۱۰ |
| شنا         | ۱     | ۱    | ۲  |
| کل          | ۱۰    | ۲    | ۱۲ |